# Minerva McHudurra
Minerva McHudurra (angleško Minerva McGonagall) je izmišljena oseba iz serije Harry Potter pisateljice J. K. Rowling.
Je profesorica spreminjanja oblike na Bradavičarki, čarovniški šoli, na katero hodi Harry Potter. Je zelo stroga in tudi lastne dijake strogo kaznuje za vsako neprimerno obnašanje, a je pravična in odvzame primerno število točk. Je predstojnica Gryfondoma, enega od domov Bradavičarke. Je mag, lahko se spremeni v mačko, ki na profesorico spominja po progah okoli oči, ki spominjajo na okvirje očal.
Podpira Dumbledorja ter Harryja in je članica feniksovega reda.